# Yoshimitsu Takashima
Pour les articles homonymes, voir Takashima (homonymie).
Yoshimitsu Takashima (高嶋 良充, Takashima Yoshimitsu, né le 10 mars 1941) est un homme politique japonais, membre de la Chambre des conseillers à la Diète du Japon.
Né à Hirakata, il est élu pour la première fois en 1998.